# Any Old Arms Won't Do
Any Old Arms Won't Do es el cuadragésimo álbum de estudio del músico estadounidense Willie Nelson publicado por la compañía discográfica Sound Solutions Records en octubre de 1992. 

## Lista de canciones
1. "I Let My Mind Wander" - 3:46
2. "December Days" - 2:34
3. "I Can't Find the Time" - 2:44
4. "I Don't Sleep a Wink" - 2:12
5. "You Wouldn't Cross the Street to Say Goodbye" - 1:50
6. "Suffering in Silence" - 2:31
7. "I Feel Sorry for Him" - 2:21
8. "You'll Always Have Someone" - 2:57
9. "I Just Don't Understand" - 2:50
10. "Shelter of My Arms" - 2:45
11. "Any Old Arms Won't Do" - 2:50
12. "Slow Down Old World" - 1:53
13. "Healing Hands of Time" - 2:16
14. "And So Will You My Love" - 3:20
15. "Things to Remember" - 1:50
16. "One Step Beyond" - 2:05
17. "Undo the Wrong" - 3:00
18. "Home Is Where You're Happy" - 3:05
19. "Why Are You Picking on Me?" - 2:00
20. "Blame It on the Time" - 2:17